# Christine Taylor
Christine Joan Taylor (ur. 30 lipca 1971 w Allentown) – amerykańska aktorka.
Żona Bena Stillera. Ma z nim córkę Ellę Olivię i syna Quinlina Dempseya.

## Filmografia
- Dziewczyna z kalendarza (Calendar Girl, 1993) jako Melissa Smock
- Pojedynek (Showdown, 1993) jako Julie
- Noc demonów 2: Zemsta Angeli (Night of the Demons 2, 1994) jako Terri
- Uwolnić się (Breaking Free, 1995) jako Brooke Kaufman
- Ellen (1995) jako Karen Lewis (gościnnie)
- Grunt to rodzinka (The Brady Bunch Movie, 1995) jako Marcia Brady
- Karolina w mieście (Caroline in the City, 1995) jako Debbie (gościnnie)
- Party Girl (1995) jako Mary
- Rodzina Potwornickich (Here Come the Munsters, 1995) jako Marilyn Hyde
- Szkoła czarownic (The Craft, 1996) jako Laura Lizzie
- Po wieczne czasy (To the Ends of Time, 1996) jako księżniczka Stephanie
- Przyjaciele (Friends, 1997) jako Bonnie (gościnnie)
- Grunt to rodzinka 2 (A Very Brady Sequel, 1996) jako Marcia Brady
- Mroczne opowieści (Campfire Tales, 1997) jako Lauren (segment „The Campfire”)
- Od wesela do wesela (The Wedding singer, 1998) jako Holly
- Numerek na boku (Denial, 1998) jako Sammie
- Pechowa przesyłka (Overnight Delivery, 1998) jako Kimberly Jasney
- Desperatki (Desperate But Not Serious, 1999) jako Lili
- Heat Vision and Jack (1999) jako szeryf
- Kiss Toledo Goodbye (1999) jako Deeann Emory
- Spin City (2000) jako Catherine Moore, siostra Caitlin (gościnnie)
- Zoolander (2001) jako Matilda Jeffries
- Zabawy z piłką (Dodgeball: A True Underdog Story, 2004) jako Kate Veatch
- Na imię mi Earl (My Name Is Earl, 2005) jako Alex Meyers (gościnnie)
- Bogaci bankruci (Arrested Development, 2005, 2013) jako Sally Sitwell (gościnnie)
- Room 6 (2006) jako Amy
- 52 Fights (2006) jako Jennifer
- Licencja na miłość (License to Wed, 2007) jako Lindsey Jones
- Błękitek (Kabluey, 2007) jako Betty
- Dedykacja (Dedication, 2007) jako Allison
- Jaja w tropikach (Tropic Thunder, 2008) jako Rebecca
- Hannah Montana (2010) jako Lori (gościnnie)
- Fineasz i Ferb (Phineas and Ferb, 2010) jako Khaka Peü Peü (głos)
- Rip City (2011) jako Janet Marsh
- Pierwszy raz (The First Time, 2012) jako matka Aubrey
- Zoolander 2 (2016) jako duch Matildy Jeffries